# Islamische Union Kurdistan
Die Islamische Union Kurdistans (KIU, kurdisch يه كگرتووى ئيسلامي كوردستان Yekgirtuy Islamî Kurdistan) ist eine islamisch-kurdische Partei in Kurdistan, die von Salaheddine Bahaaeddin geführt wird. Sie hat ihren Sitz in der kurdischen Hauptstadt Erbil und gilt als den Muslimbrüdern nahestehend.

## Geschichte
Anfang der 1990er in Erbil gegründet, hatte die KIU von Anfang an eine enge Beziehung zu den Muslimbrüdern in Ägypten und anderen Staaten des Nahen Ostens. Vor allem in der Zeit nach dem Irakkrieg gewann die Partei an Zulauf und konnte sich in der Region als islamisch-demokratische Bewegung etablieren. 
Ihr theologischer Charakter führt jedoch auch zu problematischen Auseinandersetzungen mit anderen Gruppierungen und Parteien in Kurdistan, auch wenn sie sich offen gegen den sogenannten islamistischen Terrorismus stellt.
In den letzten Jahren konnte sie sich als kleiner, aber dennoch beachtenswerter Gegenpol zu den etablierten säkularen Parteien behaupten. Vor allem mit der Demokratischen Partei Kurdistans stößt sie immer wieder aneinander, da sie eine bemerkenswerte Wählerschaft in deren Hochburgen aufzuweisen hat.